# Одинцов, Дмитрий Александрович
Дмитрий Александрович Одинцов — русский военный и государственный деятель, генерал от инфантерии, военный губернатор Карсской области, губернатор Бакинской губернии, начальник Кубанской области и наказной атаман Кубанского казачьего войска.

## Биография
Родился 12(25) июня 1852 года. 
Воспитывался в 1-й Московской военной гимназии, по окончании которой в 1868 году поступил в Александровское военное училище, в 1870 году выпущен в чине подпоручика в Московский лейб-гвардии полк. С августа 1871 года произведён в прапорщики гвардии, в подпоручики — с 13.4.1875 г., в поручики — с 26.2.1877 г. В 1877 году окончил Николаевскую академию Генерального штаба по 1-му разряду, произведён в штабс-капитаны Генерального штаба — с 7.6.1877 г., в капитаны с 1.4.1879 г., в подполковники — с 28.3.1882 г., за отличие по службе в полковники — с 24.3.1885 г., за отличие по службе в генерал-майоры — с 25.3.1897 г., за отличие по службе в генерал-лейтенанты — с 28.3.1904 г. Принял участие в русско-турецкой войне 1877—1878 гг. С июня 1877 года состоял для особых поручений при штабе 13-го армейского корпуса. С 16.11.1877 г. старший адъютант штаба 32-й пехотной дивизии. С 15.3.1879 г. помощник старшего адъютанта штаба Киевского военного округа. С 9.10.1879 г. состоял для поручений при штабе этого же округа. С 14.7.1880 г. штаб-офицер для особых поручений при командующем войсками Киевского военного округа.
Далее проходил службу на Кавказе. С 1.11.1883 г. заведующий передвижением войск Закавказского района. С 17.7.1888 г. начальник штаба Кавказской кавалерийской дивизии. С 10.3.1895 года — командир 80-го пехотного Кабардинского генерал-фельдмаршала князя Барятинского полка. С 25.3.1897 года — генерал для особых поручений при командующем войсками Кавказского военного округа генерале от инфантерии Голицине Г. С.. С 21.9.1897 года — помощник начальника штаба Кавказского военного округа. С 17.5.1898 года — военный губернатор Карсской области. С 20.7.1899 года — губернатор Бакинской губернии. С 25.1.1904 года — начальник Кавказской гренадерской дивизии.
С 11.11.1904 года получил назначение начальником Кубанской области и наказным атаманом Кубанского казачьего войска. Атаманство Д. А. Одинцова совпало с периодом русско-японской войной и событиями революции 1905—1907 годов. 9 марта 1905 года им был утверждён устав Кубанского общества сельского хозяйства, при нём в области были проведены четыре частичные мобилизации, подавлены волнения пластунских батальонов и мятеж казаков 2-го Урупского полка. В 1906 году постановлением наказного атамана задержанные участники революционных демонстраций подвергались аресту на срок от двух недель до двух месяцев.
С июля 1906 года назначен помощником командующего войсками Омского военного округа генерала Надарова И. П.. В 1909 году уволен в отставку с производством в генералы от инфантерии.

## Награды
- орден Святого Станислава 3 степени (1877)
- орден Святой Анны 3 степени с мечами и бантом (1877)
- орден Святого Станислава 2 степени с мечами (1878)
- орден Святой Анны 2 степени (1882)
- орден Святого Владимира 4 степени (1888)
- орден Святого Владимира 3 степени (1892)
- орден Святого Станислава 1 степени (1901)

Иностранные:
- Крест «За переход через Дунай»(1879) (Объединённое княжество Валахии и Молдавии)
- Орден Льва и Солнца 3-й степени (Персия)
- Орден Льва и Солнца 2-й степени (Персия)
- Орден Благородной Бухары (Бухара)